# 永丰县
永丰县位于中国江西省中部，是吉安市下辖的一个县，位於江西省中部、吉泰盆地東沿，東鄰樂安縣、寧都縣，南接興國縣，西與吉水縣、青原區毗連，北和峽江縣、新幹縣接壤，縣人民政府駐恩江鎮佐龍大道。

## 历史沿革
汉献帝建安四年（199年），庐陵郡确立，并析庐陵县地置阳城、兴平二县，即今永丰县地。西晋武帝太康元年（280），阳城改称阳丰县。隋文帝开皇十一年（591年），阳丰、兴平并入庐陵县。南唐为吉水县地。
北宋至和元年（1054年）建永丰县。《今县释名》：“本吴阳城县，晋改阳丰，宋改今名，有永丰山。旧传山生石乳，赤则岁旱，白则年丰，因名永丰县。”

## 行政区划
永丰县下辖8个镇，12个乡，1个民族乡。
恩江镇、坑田镇、沿陂镇、古县镇、瑶田镇、藤田镇、石马镇、沙溪镇、佐龙乡、八江乡、潭城乡、鹿冈乡、七都乡、陶塘乡、中村乡、上溪乡、潭头乡、三坊乡、上固乡、君埠乡、龙冈畲族乡、永丰县工业园区、罗铺垦殖场和官山林场。
县城为恩江镇，此镇因其所处恩江得名。

## 人口
2021年末，永豐縣户籍人口49.57萬人，比2020年末增加1472人，户籍人口城鎮化率為48.36%。年末常住人口38.41萬人。

## 交通
238国道、 328省道、 331省道、 225省道、 227省道。

## 名胜古迹
- 报恩寺塔：位于恩江河畔。始建于明洪武二年（1369年）。塔为青砖结构，9级4面，塔顶为圆柱形铁刹，塔体为正方形。底层每边长6.45米，每层向上递减，比例适度，造型优美。塔身通高29.285米。

- 龙蟠洲：位于恩江大桥下游约500米处的江心，洲长数百米，宽数十米，其形如蛋。洲上原来木竹繁茂，百鸟啼鸣，为县城名胜之区。

- 水浆自然保护区：距县城76公里，距欧阳修故在沙溪10公里，属武夷山雩山山脉，海拔985.2米，面积3万亩，是一片天然常绿阔叶林。

- 灵华山：位于中村乡梨树村境内，海拔1454.9米，为全县最高峰。该山有石峰高插云霄，谓文武将军柱。一深潭，其深莫测。山腰多杉、松、油菜及灌木，山顶茅草丛生。且有凌云山古刹，麻条石砌成。距古刹500米处有1道观，门楣书“天下望宿”4字。世传此山为仙山，祈求显灵，故名“灵华”。

- 金溪文化古村：位于陶唐乡境内，该村自宋、元、明、清朝以来，进士就达十余名。村落布局以金溪为经纬分两相四仪式构筑，现存明清建筑20多栋，祠堂3座，书院4座，民宅大多依水而建，村庄呈合掌对居，错落有致，门前竖立一块大门坊，牌坊、门楼、房檐、楹联处雕刻精美的图案。

- 西阳宫：是欧阳修故里所在。先后修建了文忠公祠堂、泷冈阡表碑亭、泷冈书院、文儒书堂、画荻楼、道德讲堂等建筑。西阳宫原为一所道观，叫西阳观，又因欧公父亲叫欧阳观，为避观字同义之讳，故改西阳观为西阳宫。从此，西阳宫便成了崇公坟院。

- 灵华山：位于永丰县中村乡梨树村境内，海拔1454.9米，为全县最高山峰，有石峰高插云霄，谓文武将军柱，一深潭,其深莫测。 山腰古树参天，山顶矛草丛生，且有凌云山古刹，麻条石砌成，离古刹500米处有一道观，门楣"天下望宿"四字，世传此山为仙山, 祈求显灵，故名"灵华"。

- 第一次反围剿胜地-龙冈：是一个山区小圩镇，群山环绕，中间是一条狭长的峡谷，宽处四五里，窄处仅一两百米。

- 大仙岩：洞口高10米，宽9米，主洞全长约3公里，为江西省最大溶洞之一。 景区内有大仙岩、小仙岩、观音岩、钟鼓洞、燕子洞。洞内曲折迂回，有小溪从洞内流出，其源不详，投以石，轰然如雷。最为奇特的夏季流水寒冷刺骨，清澈见底。

### 历史文化街区
- 下西坊历史文化街区
- 城内街历史文化街区